# Rubno (gmina Ławaryszki)
Rubno (lit. Kirtimai) – wieś na Litwie, w rejonie wileńskim, 10 km na północ od Ławaryszek, zamieszkana przez 106 osób.

## Historia
W 1503 król Aleksander Jagiellończyk podarował Mateuszowi Mikitiniczowi część ziemi należącej wcześniej do królewszczyzny, tak powstała położona 3 kilometry na północ kolonia wsi Rubno. Mniej więcej w tym czasie został tam założony cmentarz na którym powstała kaplica. W XIX wieku kaplica była filią parafii św. Jerzego w Bujwidzach, we wsi mieszkały wówczas 83 osoby oraz 14 osób w kolonii dworskiej Daukszty. W II połowie XIX wieku Rubno pełniło rolę ośrodka okręgu wiejskiego w skład którego wchodziły wsie Podworyszki, Rubno, Podjeziorki, Brzozówka, Dembina, Dziekaniszki, Łabińce oraz folwarki i zaścianki Munduciszki, Szałkowszczyzna, Popalcie, Czyrele, Grygiszki, Mościszki, Przybliżyszki, Grzybiszki, Wiżyszki, Karoliszki, Podozierki.
W dwudziestoleciu międzywojennym leżało w Polsce, w województwie wileńskim, w powiecie wileńsko-trockim, do 1 kwietnia 1927 w gminie Bystrzyca, następnie w gminie Mickuny.
Po II wojnie światowej w granicach Związku Sowieckiego. Zabudowania dworskie przejął kołchoz, dwór uległ zniszczeniu, a na jego fundamentach wybudowano stodołę. Zachował się zdziczały park dworski z betonową niecką, w której kiedyś znajdowała się fontanna.  Od 1991 na niepodległej Litwie.